# Cupa României 2021-2022
La Cupa României 2021-2022 è stata l'84ª edizione della coppa nazionale, principale torneo a eliminazione diretta del calcio rumeno, iniziata il 28 luglio 2021 e terminata il 19 maggio 2022. Il Sepsi ha conquistato il trofeo per la prima volta nella sua storia.

## Formula
Il torneo si svolge con turni ad eliminazione diretta a partita unica tranne le semifinali, svolte con partite di andata e ritorno. Nella fase preliminare si incontrano i club delle serie inferiori, mentre le squadre della Liga I giocano a partire dai sedicesimi di finale.

## Fase preliminare

### Primo turno
Il sorteggio è stato effettuato il 21 luglio 2021.
| Squadra 1                 | Risultato       | Squadra 2                 |
| ------------------------- | --------------- | ------------------------- |
| 28 luglio 2021            |                 |                           |
| Aurul Brad                | 4 - 5           | Hunedoara                 |
| SSU Politehnica Timișoara | 3 - 6 (dts)     | Cetate Deva               |
| Nera Bozovici             | 1 - 2           | Progresul Ezeriș          |
| Universitatea de Vest     | 1 - 2           | Ghiroda şi Giarmata Vii   |
| Fortuna Becicherecu Mic   | w/o             | Avântul Periam            |
| Gloria Lunca Teuz Cermei  | 1 - 3           | Luceafarul Lotus          |
| Foresta Tileagd           | 2 - 1           | Luceafărul Oradea         |
| Sportul Beclean           | 3 - 0           | Someşul Dej               |
| CS Floreşti               | 2 - 5 (dts)     | Sănătatea Cluj            |
| Lăpuş R                   | 0 - 2           | Progresul Şomcuţa Mare    |
| Ştiinţa Beltiug           | 0 - 5           | CSM Satu Mare             |
| Rapid Jibou               | 0 - 5           | Silvania Şimleu Silvaniei |
| Voinţa Stremţ             | 2 - 0           | Ocna Mureș                |
| Industria Galda de Jos    | 2 - 0           | Unirea Alba Iulia         |
| Steagu Roşu Braşov        | 0 - 2           | Kids Tâmpa Braşov         |
| Avrig                     | 4 - 1           | Olimpic Cetate            |
| Kinder Sângeorgiu de Mur  | 0 - 3           | Unirea Ungheni            |
| Golimpiakosz Odorheiu     | 0 - 6           | Székelyudvarhely          |
| Inter Aninoasa            | 2 - 7           | Pucioasa                  |
| Asalt Bucureşti           | 8 - 0           | Olteniţa                  |
| Viitorul Curiţa           | 2 - 0           | CSM Bacău                 |
| Moldova Cristești         | 1 - 4           | Dante Botoşani            |
| Paşcani                   | 1 - 3           | Hușana Huși               |
| Juniorul Suceava          | 2 - 3           | Şomuz Fălticeni           |
| CSM FC Vaslui             | 0 - 3           | Sporting Vaslui           |
| Victoria Traian           | 2 - 4           | Viitorul Ianca            |
| Înfrăţirea Jilavele       | w/o             | Recolta Gheorghe Doja     |
| Pescăruşul Sarichioi      | 0 - 3           | Sportul Chiscani          |
| Năvodari                  | 4 - 0           | Gloria Albeşti            |
| Zimbrul Slobozia Conachi  | 1 - 6           | Sporting Lieşti           |
| Phoenix Poşta Câlnău      | 1 - 3           | Plopeni                   |
| Inizio Focşani            | 4 - 2           | Târgu Secuiesc            |
| Dunărea Ciocăneşti        | 2 - 2 (2-4 dtr) | Înainte Modelu            |
| Făurei                    | 2 - 2 (5-6 dtr) | Agricola Borcea           |
| Brăneşti                  | 0 - 2           | Tunari                    |
| Petrolul 95               | 2 - 2 (4-6 dtr) | Flacăra Moreni            |
| Maxima Hobaia             | w/o             | Alexandria                |
| CS Cârcea                 | 1 - 0           | Petrolul Potcoava         |
| Viitorul Şimian           | 1 - 3           | Gilortul                  |
| Sparta Râmnicu Vâlcea     | 3 - 0           | Flacăra Horezu            |
| Minerul Costeşti          | 1 - 3           | Jiul Petroșani            |

### Secondo turno
Il sorteggio è stato effettuato il 2 agosto 2021.
| Squadra 1                 | Risultato       | Squadra 2               |
| ------------------------- | --------------- | ----------------------- |
| 11 agosto 2021            |                 |                         |
| Asalt Bucureşti           | 1 - 7           | Tunari                  |
| Avântul Periam            | 2 - 1           | Progresul Pecica        |
| Avrig                     | 2 - 7           | Brașov                  |
| Baile Felix               | 0 - 1           | Crişul Chişineu Criş    |
| Sportul Beclean           | 1 - 3           | Unirea Dej              |
| CS Cârcea                 | 0 - 3           | Filiași                 |
| Hunedoara                 | 0 - 0 (5-3 dtr) | Cetate Deva             |
| Năvodari                  | w/o             | Axiopolis               |
| Dumbrăvița                | 0 - 1           | Șoimii Lipova           |
| Alexandria                | 0 - 0 (1-3 dtr) | Sporting Roşiori        |
| CSM Satu Mare             | 0 - 2           | Minaur Baia Mare        |
| Metalurgistul Cugir       | 1 - 2           | Seviş Şelimbăr          |
| Plopeni                   | 4 - 1           | Blejoi Vispeşti         |
| Dante Botoşani            | 3 - 1           | Foresta Suceava         |
| Dunărea Ciocăneşti        | 3 - 5           | Agricola Borcea         |
| Inizio Focşani            | 0 - 2           | Focșani                 |
| Jiul Petroșani            | 6 - 1           | Gilortul                |
| Kids Tâmpa Braşov         | 3 - 3 (4-5 dtr) | SR Brașov               |
| Metalul Buzău             | 2 - 0           | Râmnicu Sărat           |
| Flacăra Moreni            | 0 - 2           | Pucioasa                |
| Gloria Popești-Leordeni   | 4 - 3           | Afumați                 |
| Progresul Ezeriș          | 2 - 1           | Ghiroda şi Giarmata Vii |
| Progresul Şomcuţa Mare    | 2 - 3           | Gloria 2018 Bistrita    |
| Recolta Gheorghe Doja     | 1 - 0           | Viitorul Ianca          |
| Sănătatea Cluj            | 3 - 2           | Arieșul Turda           |
| Silvania Şimleu Silvaniei | 0 - 1           | SCM Zalău               |
| Şomuz Fălticeni           | 3 - 0           | Bucovina Rădăuţi        |
| Sparta Râmnicu Vâlcea     | 1 - 2 (dts)     | Unirea Bascov           |
| Sporting Lieşti           | 0 - 4           | Oțelul Galați           |
| Sporting Vaslui           | 1 - 2 (dts)     | Hușana Huși             |
| Știința Miroslava         | 1 - 1 (9-8 dtr) | Ceahlăul                |
| Foresta Tileagd           | 0 - 5           | Oradea                  |
| Unirea Ungheni            | 4 - 2           | Avântul Reghin          |
| Viitorul Curiţa           | 0 - 4           | Székelyudvarhely        |
| Viitorul Dăești           | 0 - 1           | Vediţa Coloneşti        |
| Voinţa Stremţ             | 1 - 0           | Industria Galda de Jos  |
| 18 agosto 2021            |                 |                         |
| Sportul Chiscani          | 0 - 2           | Brăila                  |
| Progresul Bucarest        | 2 - 1           | CSA Steaua Bucarest     |

### Terzo turno
Il sorteggio è stato effettuato il 18 agosto 2021.
| Squadra 1               | Risultato         | Squadra 2          |
| ----------------------- | ----------------- | ------------------ |
| 24 agosto 2021          |                   |                    |
| Crişul Chişineu Criş    | 0 - 2             | Șoimii Lipova      |
| Focșani                 | 2 - 2 (4-6 dtr)   | Aerostar Bacău     |
| Filiași                 | 2 - 2 (11-10 dtr) | Vediţa Coloneşti   |
| Pucioasa                | 0 - 2             | Unirea Bascov      |
| Gloria 2018 Bistrita    | 2 - 4 (dts)       | Unirea Dej         |
| Jiul Petroșani          | 0 - 5             | Hunedoara          |
| Metalul Buzău           | 1 - 3             | Buzău              |
| Székelyudvarhely        | 3 - 1             | Unirea Ungheni     |
| Recolta Gheorghe Doja   | 3 - 1             | Agricola Borcea    |
| Sporting Roşiori        | 0 - 1             | CSM Slatina        |
| SR Brașov               | 1 - 0             | Brașov             |
| Tunari                  | 1 - 0             | Metaloglobus       |
| 25 agosto 2021          |                   |                    |
| Avântul Periam          | 1 - 4             | Ripensia Timișoara |
| Brăila                  | 1 - 0             | Oțelul Galați      |
| Oradea                  | 1 - 0             | SCM Zalău          |
| Comuna Recea            | w/o               | Minaur Baia Mare   |
| Năvodari                | 3 - 1             | Unirea Costanza    |
| Hușana Huși             | 2 - 1             | Știința Miroslava  |
| Gloria Popești-Leordeni | 0 - 1             | Unirea Slobozia    |
| Progresul Ezeriș        | 2 - 3 (dts)       | CSM Reșița         |
| Sănătatea Cluj          | 0 - 4             | U Cluj             |
| Şomuz Fălticeni         | 3 - 1             | Dante Botoşani     |
| Voinţa Stremţ           | 0 - 4             | Seviş Şelimbăr     |
| Pandurii                | 0 - 1             | Viitorul Târgu Jiu |
| 26 agosto 2021          |                   |                    |
| Progresul Bucarest      | 1 - 1 (4-5 dtr)   | Concordia Chiajna  |
| 1º settembre 2021       |                   |                    |
| Plopeni                 | 0 - 5             | Petrolul Ploiești  |

### Quarto turno
Il sorteggio è stato effettuato il 30 agosto 2021.
| Squadra 1             | Risultato       | Squadra 2           |
| --------------------- | --------------- | ------------------- |
| 7 settembre 2021      |                 |                     |
| Hunedoara             | 2 - 2 (6-5 dtr) | Seviş Şelimbăr      |
| Filiași               | 3 - 2           | Viitorul Târgu Jiu  |
| Székelyudvarhely      | 0 - 0 (1-3 dtr) | Hermannstadt        |
| Șoimii Lipova         | 1 - 2           | ASU Poli Timișoara  |
| Şomuz Fălticeni       | 1 - 0           | Aerostar Bacău      |
| 8 settembre 2021      |                 |                     |
| Brăila                | 1 - 2 (dts)     | Petrolul Ploiești   |
| Oradea                | 2 - 1           | U Cluj              |
| Dunărea Călărași      | 1 - 0           | Astra Giurgiu       |
| Năvodari              | 0 - 6           | Unirea Slobozia     |
| CSM Reșița            | 1 - 2           | Ripensia Timișoara  |
| Hușana Huși           | 0 - 1           | FC Politehnica Iași |
| Recolta Gheorghe Doja | 0 - 5           | Buzău               |
| SR Brașov             | 2 - 6           | Csíkszereda         |
| Tunari                | 0 - 1           | Concordia Chiajna   |
| Unirea Bascov         | 0 - 1           | CSM Slatina         |
| Unirea Dej            | 0 - 1           | Minaur Baia Mare    |

## Fase finale

### Sedicesimi di finale
Il sorteggio è stato effettuato il 9 settembre 2021.
| Squadra 1          | Risultato       | Squadra 2           |
| ------------------ | --------------- | ------------------- |
| 21 settembre 2021  |                 |                     |
| Şomuz Fălticeni    | 1 - 4           | Voluntari           |
| Minaur Baia Mare   | 3 - 1           | FC Politehnica Iași |
| Petrolul Ploiești  | 0 - 1           | FCU Craiova         |
| Mioveni            | 0 - 0 (4-5 dtr) | Rapid Bucarest      |
| 22 settembre 2021  |                 |                     |
| Argeș Pitești      | 0 - 0 (4-2 dtr) | Botoșani            |
| Oradea             | 0 - 1           | Hermannstadt        |
| Concordia Chiajna  | 0 - 1 (dts)     | Gaz Metan Mediaș    |
| Csíkszereda        | 0 - 1           | Chindia Târgoviște  |
| CSM Slatina        | 1 - 2           | Dunărea Călărași    |
| Buzău              | 2 - 1 (dts)     | Acad. Clinceni      |
| Unirea Slobozia    | 0 - 1           | ASU Poli Timișoara  |
| Farul Costanza     | 0 - 1           | Sepsi               |
| Hunedoara          | 3 - 5 (dts)     | FCSB                |
| 23 settembre 2021  |                 |                     |
| Filiași            | 1 - 0           | UTA Arad            |
| Ripensia Timișoara | 0 - 1           | Dinamo Bucarest     |
| U Craiova          | 1 - 0           | CFR Cluj            |

### Ottavi di finale
Il sorteggio è stato effettuato il 5 ottobre 2021.
| Squadra 1          | Risultato       | Squadra 2          |
| ------------------ | --------------- | ------------------ |
| 26 ottobre 2021    |                 |                    |
| Filiași            | 2 - 2 (4-3 dtr) | Hermannstadt       |
| Gaz Metan Mediaș   | 0 - 1           | Chindia Târgoviște |
| Dinamo Bucarest    | 1 - 2           | Argeș Pitești      |
| 27 ottobre 2021    |                 |                    |
| Minaur Baia Mare   | 0 - 4           | U Craiova          |
| Voluntari          | w/o             | FCSB               |
| 28 ottobre 2021    |                 |                    |
| Buzău              | 3 - 0           | Dunărea Călărași   |
| FCU Craiova        | 0 - 1           | Sepsi              |
| ASU Poli Timișoara | 2 - 0           | Rapid Bucarest     |

### Quarti di finale
Il sorteggio è stato effettuato l'8 novembre 2021.
| Squadra 1          | Risultato       | Squadra 2     |
| ------------------ | --------------- | ------------- |
| 30 novembre 2021   |                 |               |
| Chindia Târgoviște | 1 - 2           | Sepsi         |
| 1º dicembre 2021   |                 |               |
| Buzău              | 0 - 1           | Voluntari     |
| ASU Poli Timișoara | 0 - 0 (4-5 dtr) | Argeș Pitești |
| 2 dicembre 2021    |                 |               |
| Filiași            | 0 - 3           | U Craiova     |

### Semifinali
Il sorteggio è stato effettuato il 24 febbraio 2022.
| Squadra 1                       | Totale | Squadra 2     | Andata | Ritorno |
| ------------------------------- | ------ | ------------- | ------ | ------- |
| 19 aprile 2022 / 11 maggio 2022 |        |               |        |         |
| Voluntari                       | 3 - 0  | Argeș Pitești | 2 - 0  | 1 - 0   |
| 20 aprile 2022 / 12 maggio 2022 |        |               |        |         |
| Sepsi                           | 3 - 1  | U Craiova     | 2 - 1  | 1 - 0   |

### Finale
| Arbitro: | Colțescu |

|                     |           |                         |
| Ștefănescu 22’, 38’ | Marcatori | 90+5’ (aut.) Dumitrescu |